# مفتاح أوامر
مفتاح الأوامر (الذي يُختصر أحيانًا بـCmd)، ⌘ ، ويُعرف أيضاً بمفتاح آبل هو مفتاح تعديل على لوحات مفاتيح Apple يسمح للمستخدم بإدخال أوامر لوحة المفاتيح في التطبيقات وفي النظام. تحتوي لوحة مفاتيح Macintosh «الموسعة» - النوع الأكثر شيوعًا - على مفتاحي أوامر، أحدهما على كل جانب من شريط المسافة؛ تحتوي بعض لوحات المفاتيح المدمجة على واحدة فقط على اليسار.
اختارت سوزان كير رمز ⌘ («المربع الحلقي») للإشارة إلى مفتاح الأوامر بعد أن رأى ستيف جوبز أن استخدام شعار آبل في نظام القائمة سيكون استخداماً مفرطاً للشعار.

## أصل الرمز

علامة الطريق السويدية رقم. H22

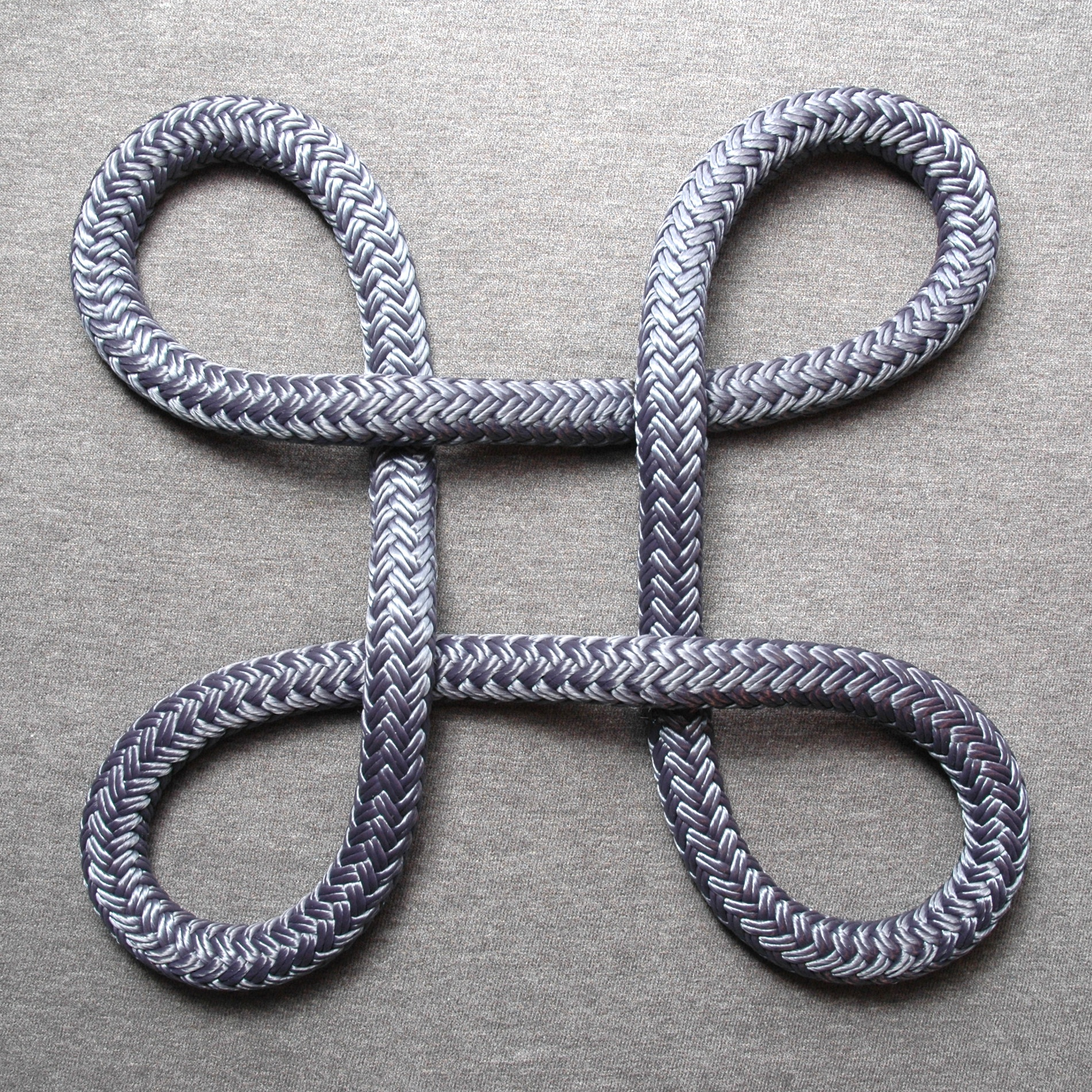
عقدة بوين

## روابط خارجية
- إدخال ملف المصطلحات اللغوية في مفتاح الميزة
- إدخال ملف المصطلحات اللغوية في مفتاح بريتزل
- قصة آندي هيرتزفيلد في Folklore.org
- مقابلة سوزان كاري حول الرمز
- البصر يستحق المشاهدة، الرموز
- المزيد عن تاريخ مفتاح أوامر Apple ، Low End Mac
- دخول سانت هانز المتقاطع، موسوعة الرموز على الإنترنت
- «كيف فقدت لوحات مفاتيح Apple شعارًا واكتسبت أجهزة كمبيوتر Windows واحدًا»، تقريبًا
- توم شاتفيلد يروي قصة مفتاح الأوامر، في المتوسط
- صورة عالية الدقة للوحة مفاتيح Mint NeXT